# Szprotawa
Szprotawa [ʂprɔ'tava] (deutsch Sprottau) ist eine Stadt in der Stadt- und Landgemeinde Szprowawa im Powiat Żagański der Woiwodschaft Lebus in Polen.

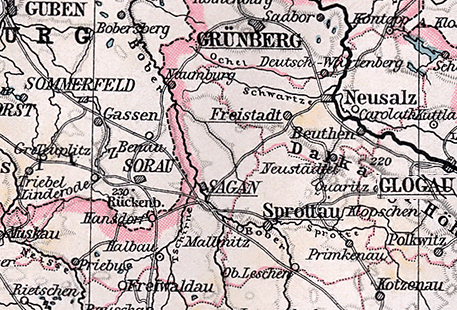
Sprottau südöstlich von Sagan und westsüdwestlich von Glogau, an der Einmündung der Sprotte in den Bober, auf einer Landkarte von 1905

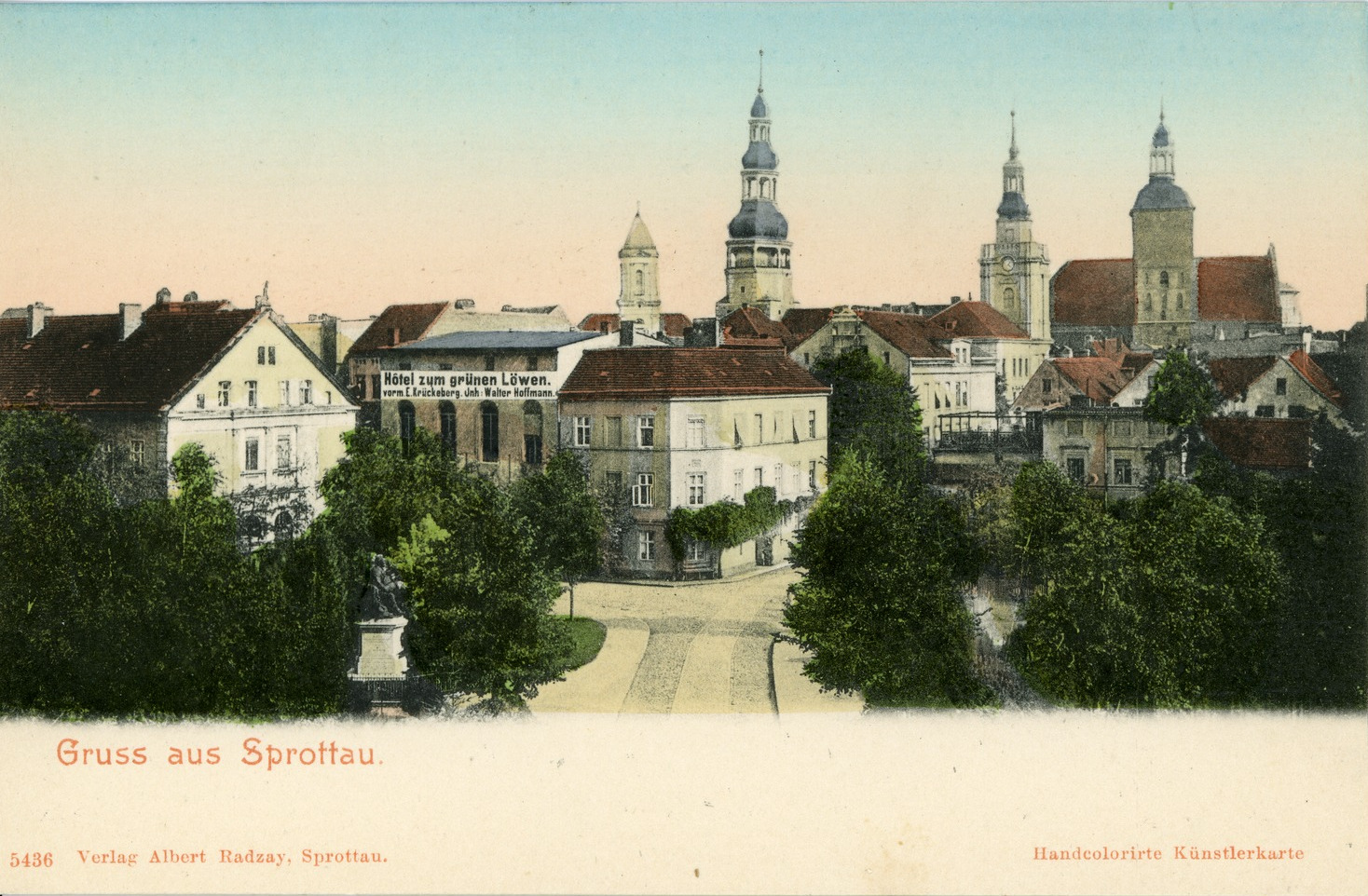
Panorama der Stadt um 1905

## Geographische Lage
Die Stadt liegt in Niederschlesien an der Mündung der von rechts in den Bober (polnisch Bóbr) einfließenden Sprotte, etwa 37 Kilometer westsüdwestlich von Glogau.

## Geschichte
Die erste urkundliche Erwähnung des Ortes ergibt sich aus einem Treffen des deutschen Kaisers Otto III. mit dem polnischen Herzog Bolesław Chrobry in der Burg „Ilva“ im Jahre 1000 auf dessen Weg zur Heiligsprechung des Prager Bischofs Adalbert in Gnesen. Diese Burg wird heute allgemein gleichgesetzt mit der mächtigen ehemaligen Burganlage Chrobry im Ortsteil Iława (deutsch Eulau).

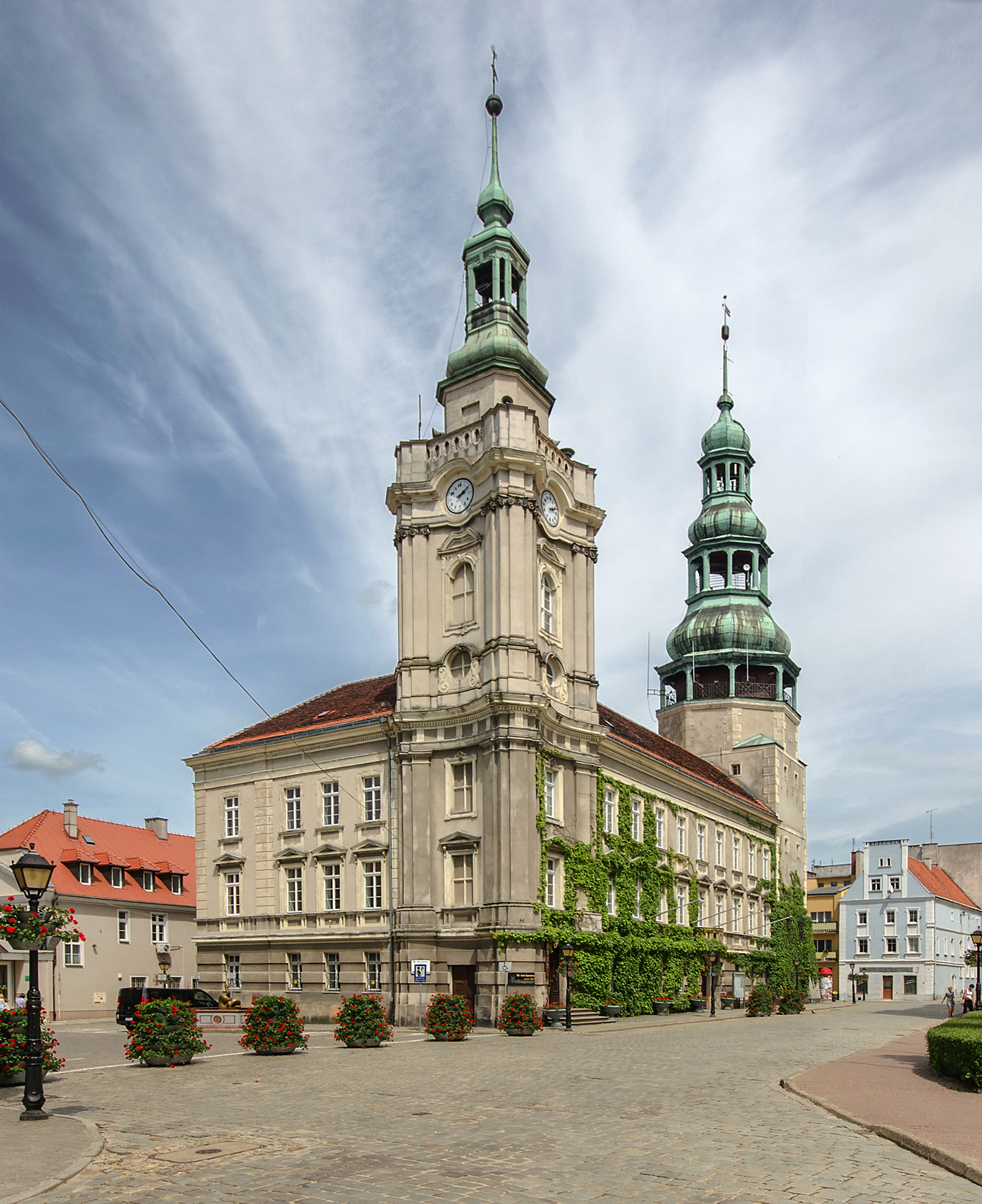
Sprottauer Rathaus am Ring

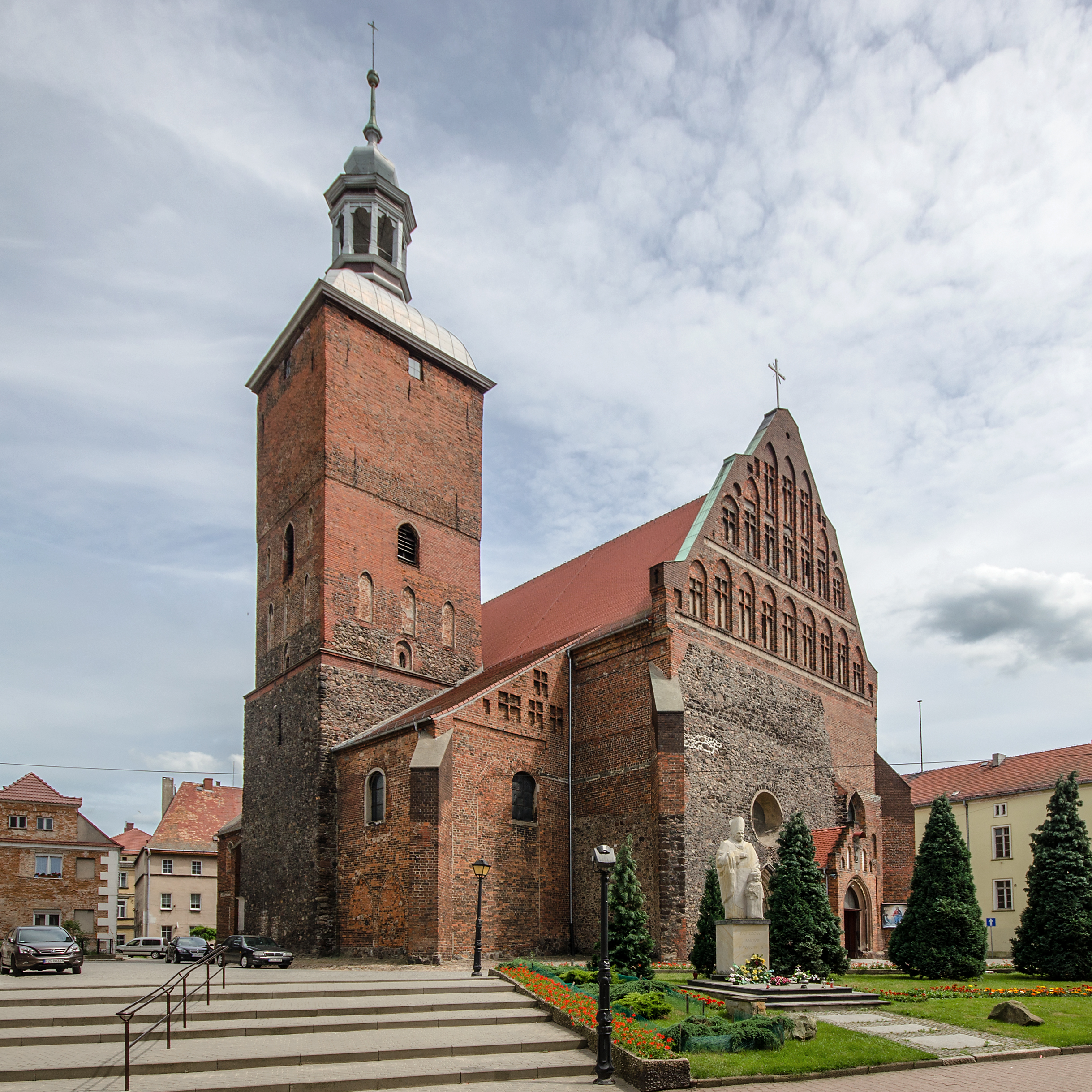
Mariä-Himmelfahrts-Kirche

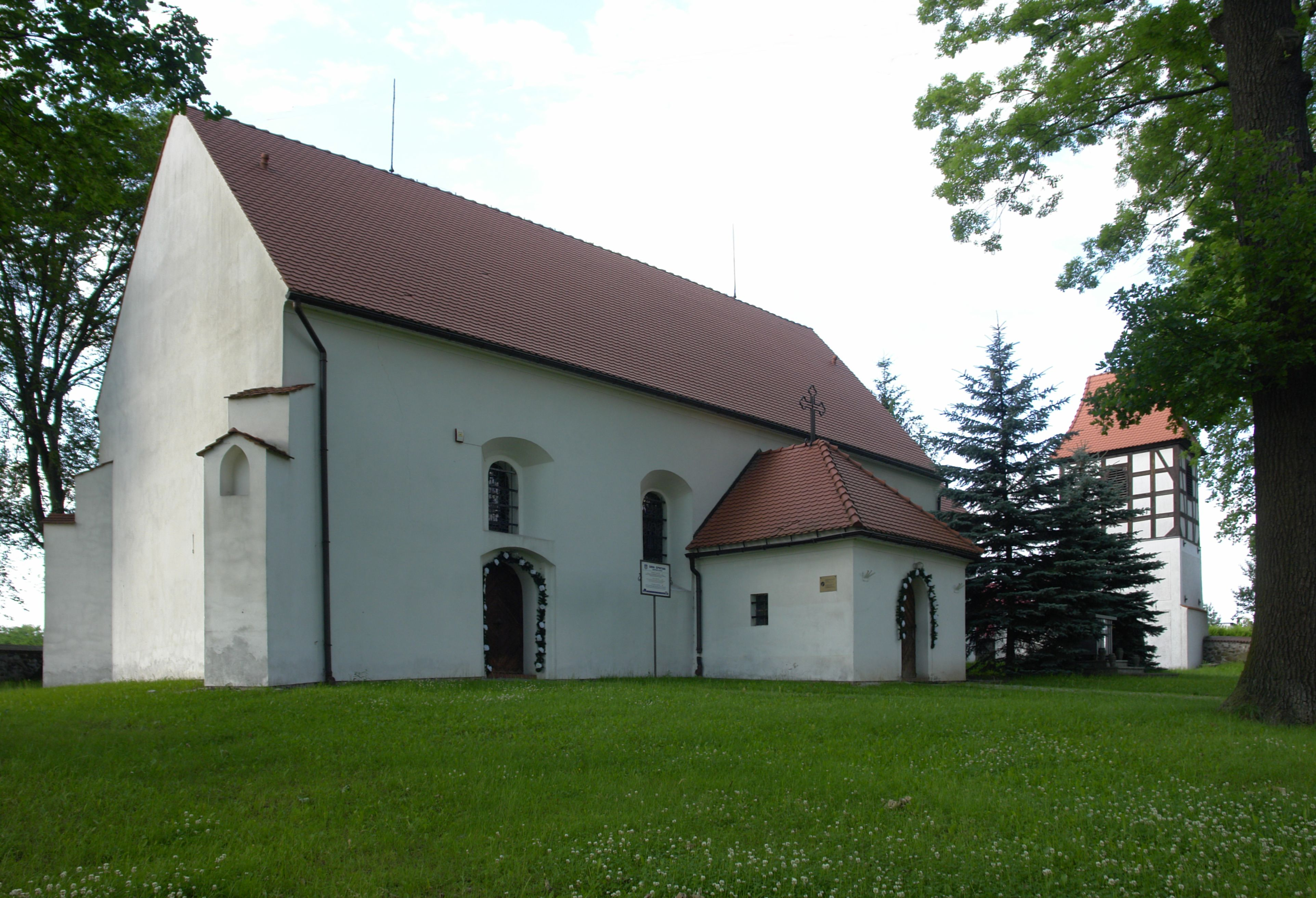
St.-Andreas-Kirche

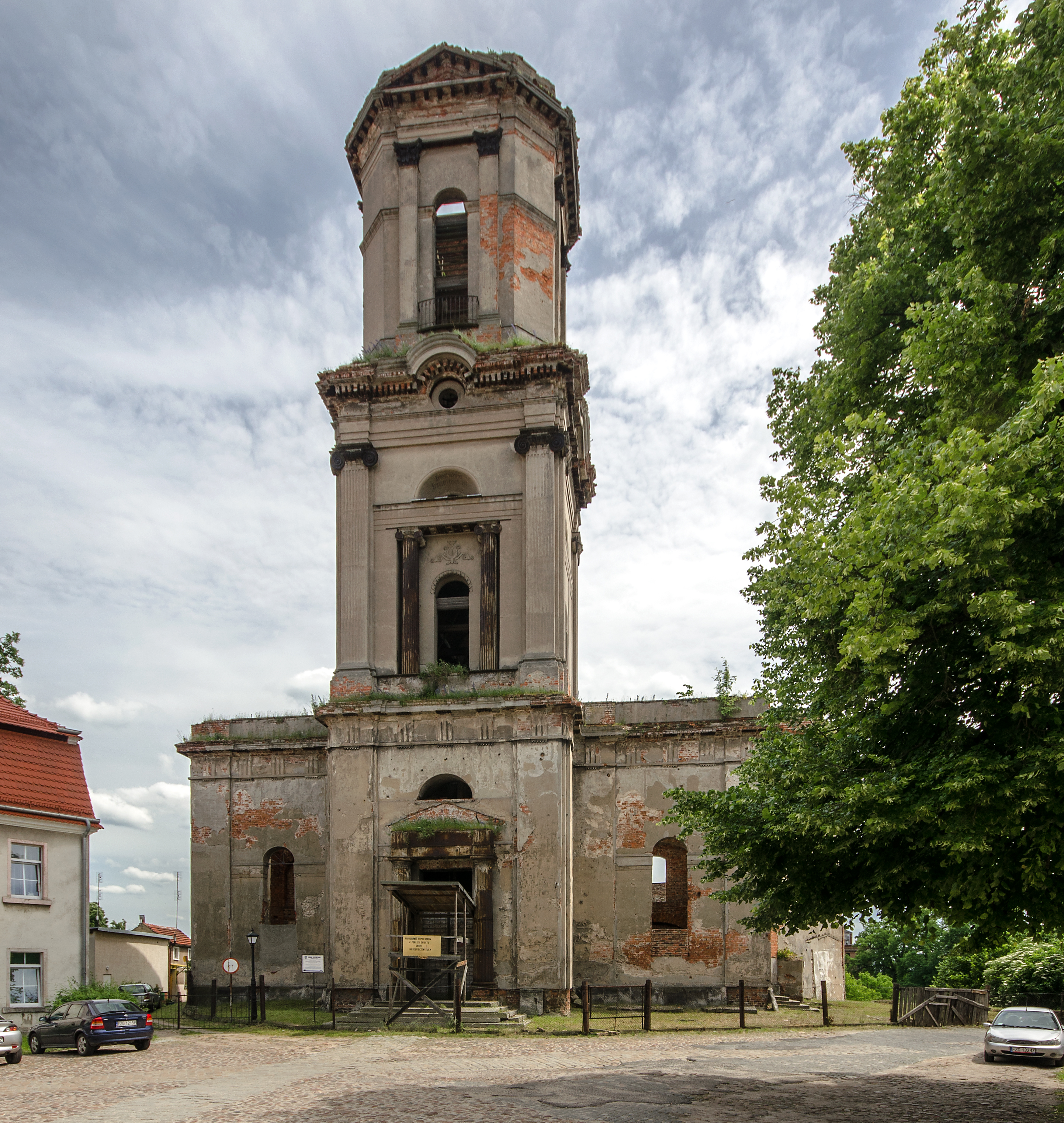
Ruine der evangelischen Kirche

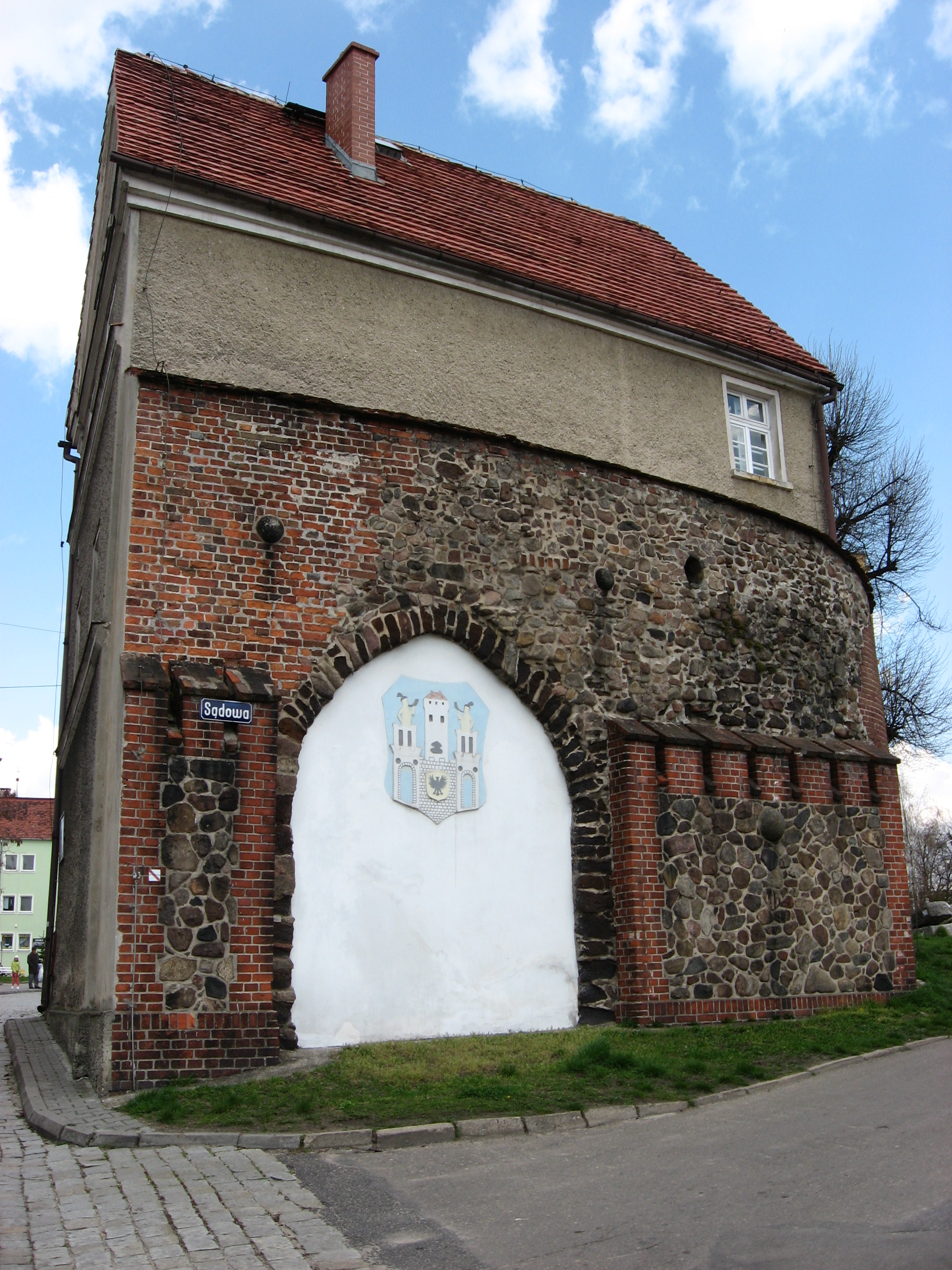
Saganer Tor

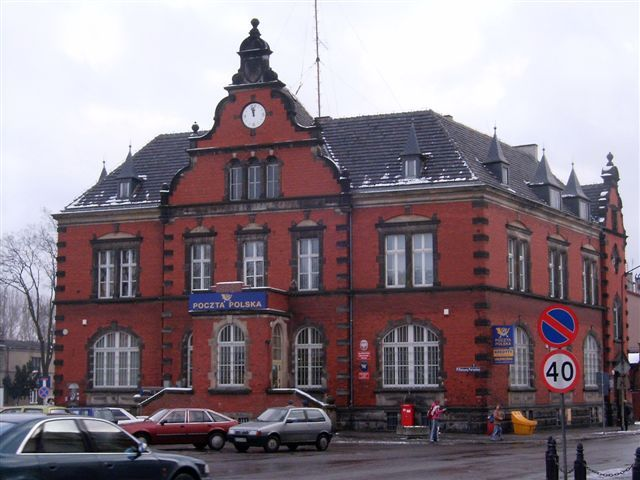
Postamt

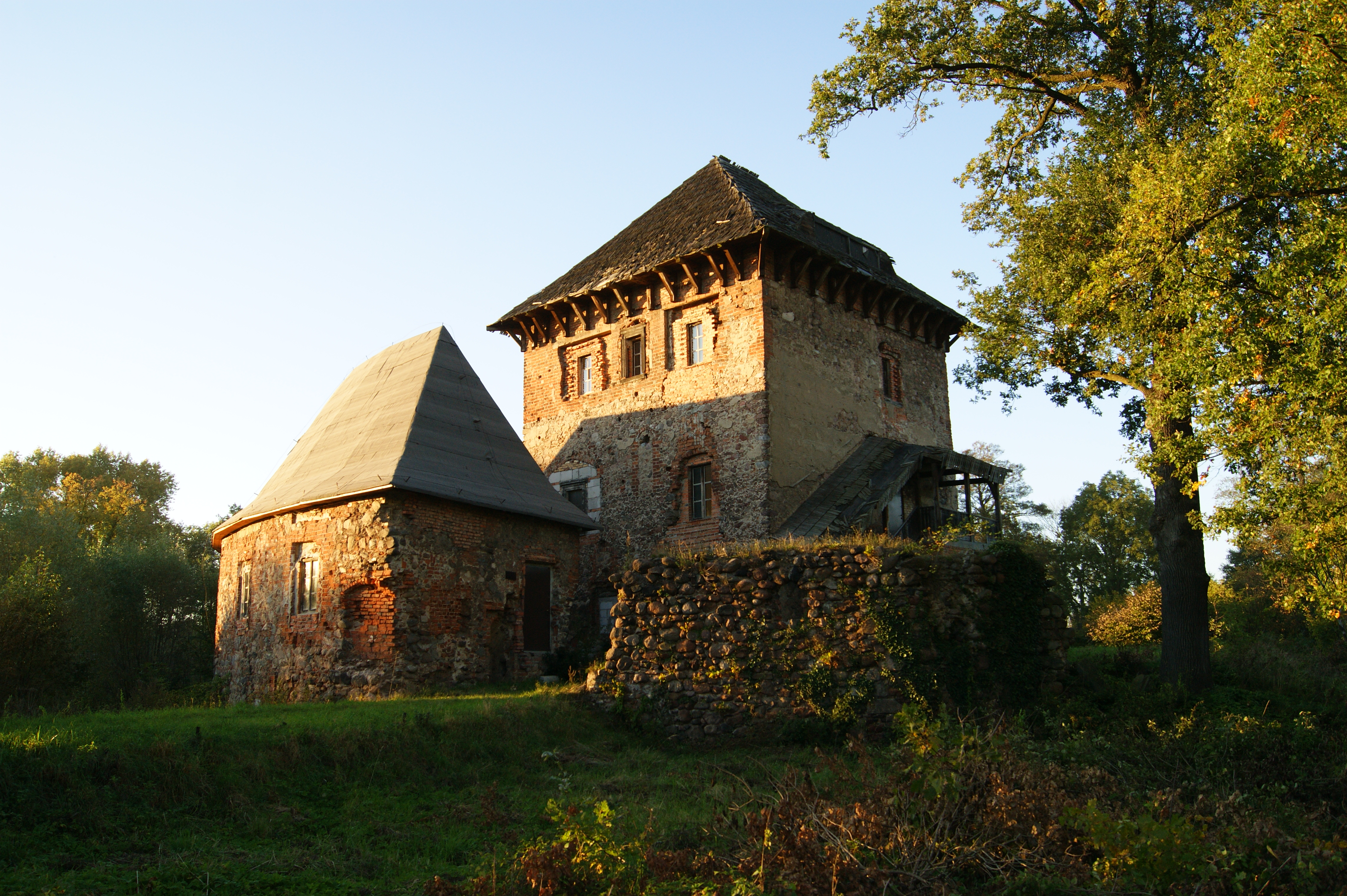
Wohnturm Wittgendorf im Ortsteil Witków

Der erste Glogauer Herzog Konrad II., der ab 1251 zugleich Herzog des Herzogtums Sprottau war, erteilte im Jahre 1254 Sprottau das Magdeburger Stadtrecht. Dessen Sohn Konrad III. „Köberlein“ bestätigte der Stadt Sprottau das Stadtrecht und die bisherigen Privilegien, auch die Innenorganisation des Stadtrats „Concilium Magistratus“. Zusammen mit dem Herzogtum Glogau gelangte Sprottau 1331 als ein Lehen an die Krone Böhmen, die ab 1526 die Habsburger innehatten. 1510 bis 1524 währte eine Fehde mit dem Grundherrn von Niederleschen, bei der um die Hutungsrechte im Bürgerwald gestritten wurde und dem Ratsherrn und Vater des Nickel Jacob unrechtens beide Hände abgehackt wurden.
Nach dem Ersten Schlesischen Krieg 1742 fiel Sprottau wie fast ganz Schlesien an Preußen. Der preußische König
Friedrich II. ließ die Kolonien Eckhartswaldau (1775), Reußenfeldau (1776), Sprottischwaldau (1776) und aus Mittelküpper Charlottenthal (1786) errichten, in denen nur „Ausländer“ (Sachsen, Böhmen u. a.) als Freigärtner angesetzt wurden. Diese Untertanen durften nicht mit Frondiensten belegt werden und nur dem König von Preußen unterstellt werden. Die Königliche Glogauer Kriegs- und Domänenkammer beaufsichtigte die Stadt Sprottau beim Anlegen ihrer neuen Stadtdörfer.
Die Napoleonischen Kriege setzten der Stadt durch mehrere Durchzüge von Truppen zu. 1812 marschierten die Franzosen mit ihren Verbündeten nach Russland, 1813 kamen sie von dort besiegt wieder durch die Stadt. So lagerten die befeindeten Armeen abwechselnd, je nach Kriegslage in der Stadt. Am 3. Februar 1813 stellten die Sprottauer eine freiwillige Verteidigungseinheit mit 70 Offizieren und 4426 Mann verschiedener Waffengattungen auf. Am 27. Mai 1813 kam es in Sprottau zu einem Überfall durch die französische Kavallerie auf zwei in Sprottau lagernde russische Batterien. Die Franzosen eroberten 22 Kanonen, 80 Pulverwagen und 500 Mann, die Russen meldeten einen Verlust von 13 Kanonen und 200 Mann. Bei den Scharmützeln kam es 500 Meter westlich von Sprottischwaldau durch die Explosion von Pulverwagen zu einem großen Waldbrand. Diese Nachricht ließ von Bülow nicht wie vorgesehen mit seinen Truppen nach Berlin ziehen. Er schwenkte stattdessen ab nach Krossen, um die Franzosen am Übergang über die Oder zu hindern, den er mit 3000 Mann verteidigte.
Nach der Neugliederung Preußens gehörte Sprottau ab 1815 zur Provinz Schlesien und war ab 1816 dem Landkreis Sprottau eingegliedert. Von 1850 bis in die 1870er Jahre war Emil August von Wiese und Kaiserswaldau Bürgermeister der Stadt.
In der ersten Hälfte des 20. Jahrhunderts stand die Stadt wirtschaftlich in hoher Blüte durch Eisen-, Textil- und Wachswarenindustrie, darunter insbesondere die Wilhelmshütte Eisen- und Emaillierwerke Aktiengesellschaft im Stadtteil Eulau, deren Ofenfabrik mehr als 400 Arbeiter beschäftigte. 1939 hatte die Stadt 12.578 Einwohner.
Bei Kriegsende 1945 war Sprottau zu annähernd 90 % zerstört. Am Ende des Zweiten Weltkriegs wurde Sprottau im Frühjahr 1945 von der Roten Armee besetzt. Anschließend wurde sie unter polnische Verwaltung gestellt und in Szprotawa umbenannt. In der Folgezeit wurde die deutsche Bevölkerung, soweit sie nicht vorher geflohen war, von der örtlichen polnischen Verwaltungsbehörde vertrieben. Dadurch ging die Einwohnerzahl deutlich zurück. 1946 waren es nur noch 2672 Einwohner. Die neu angesiedelten Bewohner stammten zum großen Teil aus Ostpolen, das an die Sowjetunion gefallen war. Zwangsweise wurden auch Lemken in den entleerten Siedlungen angesiedelt.
Stadtbrände
- 1473 Kirche und das Kloster brennen ab, Verlust aller Urkunden der Vorzeit
- 1630 Rathaus, Schloss und Georgenkirche gehen in Flammen auf
- 1672 Feuersbrunst zerstört die ganze Stadt
- 1702 Dritter Großbrand der Stadt
- 1796 21 Häuser brennen ab[11]

Bevölkerungsentwicklung
| Jahr | Einwohner | Anmerkungen                                                                              |
| ---- | --------- | ---------------------------------------------------------------------------------------- |
| 1793 | 02086     | 331 Häuser, Militär 1. Dragoner Esquadron von Voß                                        |
| 1825 | 0 2914    | davon 616 Katholiken und 27 Juden                                                        |
| 1840 | 03725     | davon 2951 Evangelische, 710 Katholiken und 64 Juden                                     |
| 1843 | 04102     | am Jahresende, davon 3273 Evangelische, 773 Katholiken und 56 Juden                      |
| 1905 | 07900     | mit der Garnison (ein Regiment Feldartillerie Nr. 5), davon 1762 Katholiken und 66 Juden |
| 1925 | 10.366    | davon 8398 Evangelische, 1806 Katholiken, sechs sonstige Christen und 45 Juden           |
| 1933 | 11.992    | davon 8769 Evangelische, 2013 Katholiken, fünf sonstige Christen und 35 Juden            |
| 1939 | 11.974    | davon 9562 Evangelische, 2060 Katholiken, 34 sonstige Christen und 13 Juden              |

## Sehenswürdigkeiten
- Rathaus mit zwei Türmen: der östliche im Renaissance-Stil stammt aus dem 16. Jahrhundert, der westliche wurde im 17. Jahrhundert errichtet.
- Mariä-Himmelfahrts-Kirche aus dem 13. Jahrhundert mit dem nach Hans Lutsch[16] ältestem dokumentierten Grabstein Schlesiens von 1316.
- Spätromanische St.-Andreas-Kirche im 1925 eingemeindeten Ortsteil Iława (Eulau), erbaut in der ersten Hälfte des 13. Jahrhunderts.
- Evangelische Kirche, erbaut von 1744 bis 1747 im Barockstil, nach 1945 nicht mehr genutzt und verfallen.
- Ehemaliges Gebäude des Magdalenerinnenklosters Sprottau, später Amtsgericht Sprottau
- Postamt, 1889 errichteter Backsteinbau
- Überreste der Stadtmauer mit dem Saganer Tor
- Bürgerhäuser
- Die Dreigräben
- Muzeum Ziemi Szprotawskiej (Museum des Sprottauer Landes)
- Wallburg Chrobry
- Maulbeerbaum in der Kolonie Sprottischwaldau, Grundstück Nr. 16 und zeitgenössisches Kolonistenhaus mit Barockgaube, Hausnummer 13
- Chrobry-Eiche im Sprottauer Stadtforst
- Wohnturm Wittgendorf im Ortsteil Witków (Wittgendorf)[17]
- Schloss Wichelsdorf im Ortsteil Wiechlice (Wichelsdorf)

## Verkehr und Infrastruktur
- Der Bahnhof Szprotawa liegt an der hier nicht mehr im Personenverkehr betriebenen Bahnstrecke Łódź–Forst (Lausitz). Früher endete auch die Kleinbahn Grünberg–Sprottau hier.
- 1937 wurde durch die Einrichtung zweier Abteilungen des Reichsarbeitsdienstes (RAD), RAD-A 7/105 und 2/105 im Stadtdorf Sprottischwaldau, mit je zweihundert Arbeitsmännern, der Ausbau des heute ehemaligen Sprottauer Flugplatzes, der Badeanstalt und die Trockenlegung des Sprottebruchs in Richtung Primkenau aufgenommen.
- Die Straßen führen in die Nachbarstädte westlich nach Żagań (Sagan) und Żary (Sorau), östlich nach Przemków (Primkenau), nördlich nach Nowa Sól (Neu Salz) und südlich nach Bolesławiec (Bunzlau).

## Gemeinde
Zur Stadt-und-Land-Gemeinde (gmina miejsko-wiejska) Szprotawa gehören neben der Stadt selbst die Ortschaften:
- Biernatów (Baierhaus)
- Bobrowice (Boberwitz)
- Borowina (Hartau)
- Buczek
- Cieciszów (Zeisdorf)
- Długie (Langheinersdorf)
- Dziećmiarowice (Dittersdorf)
- Dzikowice (Ebersdorf)
- Henryków (Sprottischdorf)
- Kartowice (Kortnitz)
- Kopanie (Waldhäuser)
- Leszno Dolne (Nieder Leschen)
- Leszno Górne (Ober Leschen)
- Nowa Kopernia (Küpper)
- Pasterzowice (Hirtendorf)
- Polkowiczki (Klein Polkwitz)
- Rusinów
- Siecieborzyce (Rückersdorf)
- Sieraków (Zirkau)
- Szprotawka (Sprottischwaldau, ehemalige Friderizianische Kolonie)
- Wiechlice (Wichelsdorf)
- Witków (Wittgendorf)

## Persönlichkeiten

### Söhne und Töchter der Stadt
- Nickel Jacob (1505–1576), Autor des ersten deutschen Bienenbuches
- Jakob Ebert (1549–1614), Theologe
- Johannes Buchwälder (1564–1632), studierte in Wittenberg Theologie, Pastor und Autor
- Christoph Preibisius (1580–1651), Philosoph, Natur- und Rechtswissenschaftler
- Benjamin Ursinus (1587–1633), Mathematiker
- Martin Gumprecht (1597–1679), Exulant, Hofprediger in Dresden, Pfarrer in Bautzen, Doktor Philosophie und Theologie in Wittenberg[18][19]
- Heinrich Göppert (1800–1884), Botaniker und Paläontologe
- Carl-Friedrich Zimpel (1801–1879), Offizier der preußischen Infanterie, Eisenbahntechniker, Heiler
- Heinrich Laube (1806–1884), Schriftsteller
- Moritz Elsner (1809–1894), Pädagoge, Journalist und Mitglied der preußischen Nationalversammlung
- Carl Arthur von Wrochem (1809–1872), Verwaltungsjurist und Politiker
- Ferdinand Genähr (1823–1864), Missionar der Rheinischen Mission in China
- Ludwig Habicht (1830–1908), deutscher Schriftsteller und Journalist
- Karl Bartsch (1832–1888), Germanist
- Robert Beisert (1833–1893), Reichstagsabgeordneter
- Wilhelm Fechner (1835–1909), Porträt- und Genremaler sowie Fotograf
- Konstantin Fritsch (1857–1934), Verwaltungsjurist und Präsident des Reichseisenbahnamts
- Harald Bielfeld (1863–1933), Politiker
- Günther von Niebelschütz (1882–1945), General der Infanterie
- Alfred Zingler (1885–1944), Journalist, Politiker und Opfer des NS-Regimes
- Max Ehrhardt (1895–1968), Gewerkschafter
- Arthur Hoffmann (1900–1945), Widerstandskämpfer gegen den Nationalsozialismus aus Wichelsdorf, Gemeinde Sprottau
- Walter Dötsch (1909–1987), Maler
- Hans-Joachim Höfig (1915–2006), Sportfunktionär
- Manfred Steinbach (* 1933), Leichtathlet, Olympiateilnehmer und Sportfunktionär
- Holger Vogt (* 1934), Maler und Grafiker
- Jürgen Borchhardt (1936–2021), Klassischer Archäologe
- Roswitha Berndt (1936–2021), Historikerin
- Klaus Hänsch (* 1938), Politiker (SPD), ehemaliger Präsident des Europaparlaments
- Rudolf Langer (* 1939), Leichtathlet
- Eva-Maria Bergmann (1941–2016), Malerin und Grafikerin
- Sigrid von Moisy (* 1943), Bibliothekarin
- Detlev Kittstein (1944–1996), Sportler und Olympiasieger im Feldhockey
- Fritz Puppel (1944–2024), Rockmusiker und Komponist, Gründer der ostdeutschen Rockband City
- Arkadiusz Trochanowski (* 1973), ukrainisch griechisch-katholischer Geistlicher und Bischof von Olsztyn-Danzig
- Przemysław Wiszewski (* 1974), polnischer Historiker
- Oskar Stachnik (* 1998), Diskuswerfer

### Ehrenbürger
- Heinrich Göppert (1800–1884), Botaniker und Paläontologe[20]
- Albert Hänel (1833–1918), Staatsrechtler und Politiker
- Klaus Hänsch (* 1938), Europapolitiker
- Klaus Solmecke (* 1942), deutscher Politiker (SPD), Gevelsberger Altbürgermeister
- Aleksander Kwaśniewski (* 1954), polnischer Staatspräsident

## Partnerstädte
- Spremberg, Brandenburg
- Gevelsberg, Nordrhein-Westfalen. Die Städtepartnerschaft mit Gevelsberg wurde mit einem offiziellen Festakt am 17. Mai 1996 in der Aula West von Gevelsberg begründet. Es besteht ein reger Austausch mit der Sankt-Engelbert-Gemeinde. Das zehnjährige Jubiläum der Städtepartnerschaft wurde vom 16. bis 18. Juni 2006 offiziell in Sprottau gefeiert.